# El baile en TVN (tercera temporada)
A partir del miércoles 22 de agosto se emitió la tercera temporada de "El baile en TVN", esta vez volviendo a la competencia mixta. Gracias al éxito de la temporada, esta se extiende dos capítulos más allá de lo presupuestado.
El ganador de la competencia fue el actor de TVN Francisco Reyes.

## Concursantes
Los 12 concursantes, más sus respectivos bailarines profesionales fueron los siguientes:
| Celebridad            | Ocupación                            | Bailarín Profesional | Resultado                            | Ritmo                         | Lugar |
| --------------------- | ------------------------------------ | -------------------- | ------------------------------------ | ----------------------------- | ----- |
| Francisco Reyes       | Actor                                | Irene Bustamante     | Ganador de El Baile en TVN III       | Rumba Tango Europeo Freestyle | #1    |
| Carolina Ardohain     | Modelo                               | Diego Heilig         | Segundo Lugar de El Baile en TVN III | Rumba Tango Europeo Freestyle | #2    |
| Leandro Martínez      | Cantante                             | María Isabel Sobarzo | 10.ª Pareja Eliminada                | Samba Tropical Quickstep      | #3    |
| Gianella Marengo      | Modelo / Actriz                      | Emilio Rubilar       | 9.ª Pareja Eliminada                 | Cha-cha-chá Foxtrot           | #4    |
| Juan Pablo Matulic    | Figura de Televisión                 | Francini Amaral      | 8.ª Pareja Eliminada                 | Samba American Smooth         | #5    |
| Amaya Forch           | Actriz / cantante                    | William Orrock       | 7.ª Pareja Eliminada                 | Foxtrot tango argentino       | #6    |
| María Eugenia Larraín | Modelo / Actriz                      | Rodrigo Escobar      | 6.ª Pareja Eliminada                 | Cha-cha-chá                   | #7    |
| Andrea Tessa          | Cantante / Conductora de TV          | Alfredo Araya        | 5.ª Pareja Eliminada                 | Samba                         | #8    |
| Catalina Palacios     | Actriz / Conductora de TV / Cantante | Darwin Ruz           | 4.ª Pareja Eliminada                 | Pasodoble                     | #9    |
| Eliseo Salazar        | Ex-Piloto de Fórmula 1               | Claudia Miranda      | 3.ª Pareja Eliminada                 | Tango Europeo                 | #10   |
| Hotuiti Teao          | Modelo                               | Mónica Valenzuela    | 2.ª Pareja Eliminada                 | Quickstep                     | #11   |
| Carlo von Mühlenbrock | Chef profesional / Conductor de TV   | Viví Rodrigues       | 1.ª Pareja Eliminada                 | Vals Inglés                   | #12   |

## Bailes
Los bailes ejecutados durante esta Temporada fueron los siguientes:
- Latinos:

- Cha-cha-chá
- Jive
- Pasodoble
- Rumba - Bolero
- Samba

- Standar

- Vals Inglés
- Vals Vianés
- Foxtrot
- Quickstep
- Tango
- American Smooth

## Jurado
- Sergio Valero: Profesor de baile y miembro de jurados de competencias profesionales de danza.
- William Geisse: Productor de eventos.
- Georgette Farías: Bailarina y profesora del ballet del teatro municipal.
- José Luis Tejo: Profesor, coreógrafo y bailarín de Ballroom Dance.

### Competencia
| Celebridad            | 1    | 2    | 3    | 4    | 5    | 6    | 7    | 8    | 9    | 10   | F         |
| --------------------- | ---- | ---- | ---- | ---- | ---- | ---- | ---- | ---- | ---- | ---- | --------- |
| Francisco Reyes       | BAJA | IN   | ALTA | ALTA | BAJA | ALTA | ALTA | BAJA | WIN  | WIN  | WINNER    |
| Carolina Ardohain     | WIN  | WIN  | IN   | IN   | IN   | ALTA | WIN  | ALTA | WIN  | ALTA | Finalista |
| Leandro Martínez      | IN   | BAJA | WIN  | ALTA | WIN  | BAJA | BAJA | BAJA | ALTA | OUT  |           |
| Gianella Marengo      | ALTA | ALTA | IN   | WIN  | WIN  | BAJA | BAJA | WIN  | OUT  |      |           |
| Juan Pablo Matulic    | IN   | IN   | BAJA | BAJA | ALTA | WIN  | ALTA | OUT  |      |      |           |
| Amaya Forch           | ALTA | IN   | WIN  | IN   | IN   | IN   | OUT  |      |      |      |           |
| María Eugenia Larraín | IN   | IN   | BAJA | BAJA | BAJA | OUT  |      |      |      |      |           |
| Andrea Tessa          | ALTA | ALTA | IN   | ALTA | OUT  |      |      |      |      |      |           |
| Catalina Palacios     | ALTA | BAJA | IN   | OUT  |      |      |      |      |      |      |           |
| Eliseo Salazar        | BAJA | IN   | OUT  |      |      |      |      |      |      |      |           |
| Hotuiti Teao          | BAJA | OUT  |      |      |      |      |      |      |      |      |           |
| Carlo Von Mühlenbrock | OUT  |      |      |      |      |      |      |      |      |      |           |

     Fondo Verde significa que la celebridad fue la ganadora de El baile en TVN temporada 3.
     Fondo Amarillo significa que la celebridad fue finalista
     Fondo Azul significa que la celebridad tuvo el puntaje más alto en este baile.
     Fondo Celeste significa que la celebridad obtuvo un alto puntaje en ese baile.
     Fondo Naranja significa que la celebridad obtuvo el segundo puntaje más bajo en ese baile.
     Fondo Rosa significa que la celebridad obtuvo uno de los puntajes más bajos en ese baile.
     Fondo Rojo significa que la celebridad fue eliminada.

### Puntajes del Jurado
| Pareja                | Lugar | 1  | 2         | 3         | 4         | 5         | 6         | 7         | 8         | 9         | 10           | F            |
| --------------------- | ----- | -- | --------- | --------- | --------- | --------- | --------- | --------- | --------- | --------- | ------------ | ------------ |
| Francisco & Irene     | 1     | 19 | 28        | 29        | 31        | 19        | 36        | 35        | 28+36=62  | 35+38=73  | 35+36+38=109 | 31+40+40=111 |
| Carolina & Diego      | 2     | 30 | 32        | 27        | 28        | 30        | 33        | 36        | 34+35=69  | 35+37=72  | 38+31+37=106 | 39+40+40=119 |
| Leandro & Ma. Isabel  | 3     | 22 | 23        | 31        | 31        | 36        | 27        | 27        | 24+34=58  | 36+37=73  | 33+29+37=99  | Eliminado    |
| Gianella & Emilio     | 4     | 25 | 30        | 26        | 37        | 36        | 26        | 28        | 34+39=73  | 35+36=71  | Eliminada    | Eliminada    |
| J. Pablo & Francini   | 5     | 21 | 25        | 21        | 26        | 33        | 38        | 33        | 31+31=62  | Eliminado | Eliminado    | Eliminado    |
| Amaya & William       | 6     | 24 | 27        | 31        | 27        | 28        | 32        | 32        | Eliminada | Eliminada | Eliminada    | Eliminada    |
| Ma. Eugenia & Rodrigo | 7     | 11 | 15        | 9         | 8         | 19        | 10        | Eliminada | Eliminada | Eliminada | Eliminada    | Eliminada    |
| Andrea & Alfredo      | 8     | 24 | 31        | 22        | 32        | 31        | Eliminada | Eliminada | Eliminada | Eliminada | Eliminada    | Eliminada    |
| Catalina & Darwin     | 9     | 24 | 21        | 26        | 20        | Eliminada | Eliminada | Eliminada | Eliminada | Eliminada | Eliminada    | Eliminada    |
| Eliseo & Claudia      | 10    | 19 | 26        | 24        | Eliminado | Eliminado | Eliminado | Eliminado | Eliminado | Eliminado | Eliminado    | Eliminado    |
| Hotuiti & Mónica      | 11    | 11 | 15        | Eliminado | Eliminado | Eliminado | Eliminado | Eliminado | Eliminado | Eliminado | Eliminado    | Eliminado    |
| Carlo & Viví          | 12    | 20 | Eliminado | Eliminado | Eliminado | Eliminado | Eliminado | Eliminado | Eliminado | Eliminado | Eliminado    | Eliminado    |

Números Rojos indican que esa pareja obtuvo la más baja puntuación ante el jurado esa semana.
Números Verdes indican que esa pareja obtuvo la más alta puntuación ante el jurado esa semana.
     indica la pareja ganadora de El Baile en TVN.
     indica la pareja que obtuvo el segundo lugar.
     indica la pareja que obtuvo el tercer lugar.
     indica que la pareja estuvo entre los 2 posibles en abandonar la competencia.
     indica que la pareja fue eliminada esa semana.
- Datos: Q5823991